# Erika Gerceg
Erika Mykolayivna Gerceg (en húngaro: Erika Herceg; 5 de julio de 1988) es una cantante y modelo ucraniana. Fue miembro del grupo de chicas Nu Virgos desde 2013 hasta 2020, y desde entonces ha comenzado una carrera como solista.

## Juventud
Gerceg nació en Mala Dobron, una aldea en el Óblast de Transcarpacia, poblado principalmente por la minoría húngara de Ucrania. Su padre es húngaro y su madre ucraniana de origen medio húngaro. En sus primeros años de vida, Gerceg asistió a la escuela en Záhony, una ciudad húngara cerca de la frontera entre Hungría y Ucrania, pero a medida que los cruces fronterizos se hicieron más difíciles entre los dos países, se transfirió a una escuela en su aldea. Cuando era adolescente, Gerceg estudió en el Liceo de la Iglesia Reformada en la cercana Velyka Dobron, donde cantó en húngaro en el coro de la iglesia y ganó varios concursos regionales.
En 2006, Gerceg fue admitido para estudiar en el Departamento de Economía y Gestión en el Instituto Húngaro Transcarpático Ferenc Rakoczi II en Beregovo. Mientras era universitaria, Gerceg trabajó como mesera y telefonista. Se graduó en 2009. Después de graduarse, Gerceg encontró trabajo como modelo profesional. En 2011, se mudó de Ucrania Occidental a Kiev y comenzó a trabajar como modelo de lencería. En noviembre de 2012, apareció en la versión ucraniana de Playboy.

## Carrera musical

### 2013–2020: Nu Virgos
En 2013, Gerceg participó en el programa Khochu v Via Gru, que finalmente ganó junto con Anastasia Kozhevnikova y Misha Romanova. Como parte de su premio, el trío fue anunciado como la nueva alineación del grupo femenino ucraniano Nu Virgos. Después de siete años exitosos con el grupo, Gerceg anunció su plan de partir para comenzar una carrera en solitario. Dejó Nu Virgos en diciembre de 2020.

### 2020–ahora: carrera solista
En septiembre de 2020, Gerceg se mudó a Alma Ata, Kazajistán. Lanzó sus dos primeros sencillos en solitario, "Imitatsiya" y "Tolko dlya tebya", en noviembre. Después de tomarse un año de descanso de la música, Gerceg regresó al centro de atención con el sencillo "Otpusti" en diciembre de 2021.

## Discografía en solitario
| Sencillo           | Año  |
| ------------------ | ---- |
| "Imitatsiya"       | 2020 |
| "Tolko dlya tebya" | 2020 |
| "Otpusti"          | 2021 |
| "Exit"             | 2024 |